# الطماطم المقلية مع البيض المخفوق
الطماطم المقلية مع البيض المخفوق هو طبق شائع في الصين. عادة ما يتم تقديمه كطبق رئيسي. بسبب بساطة تحضيره، فهو منتشر في مقاصف الطلاب.
الشكشوكة هو طبق مشابه جدًا يتم تناوله في بلاد الشام في الشرق الأوسط. يعتبر الطبق أيضًا طبقًا رئيسيًا في أجزاء مختلفة من الوطن العربي.

## طريقة التحضير
في البداية يتم خفق البيض ويوضع جانبًا، بعدها تقلى الطماطم وتقلب حتى تنضج. ثم يوضع البيض مرة أخرى في النار مع الطماطم. يُقلب البيض والطماطم معًا حتى تمتزج جيدًا وتنضج.
أو بدلاً من ذلك، تُقلى الطماطم أولاً لمدة دقيقة تقريبًا وتُملح. يُضاف البيض أخيرًا، ويُطهى الطبق حتى ينضج حسب الرغبة.